# La Peyratte
La Peyratte é uma comuna francesa na região administrativa da Nova Aquitânia, no departamento de Deux-Sèvres. Estende-se por uma área de 46,86 km². Em 2010 a comuna tinha 1 201 habitantes (densidade: 25,6 hab./km²).